# Musotima decoralis
Musotima decoralis is een vlinder uit de familie van de grasmotten (Crambidae). De wetenschappelijke naam van de soort is voor het eerst gepubliceerd in 1901 door Pieter Snellen.
De soort komt voor in Java.